# Нижньодуванська волость
Нижньодуванська волость — історична адміністративно-територіальна одиниця Куп'янського повіту Харківської губернії з центром у слободі Нижня Дуванка.
Станом на 1885 рік складалася з 29 поселень, 13 сільських громад. Населення — 12 958 осіб (6649 чоловічої статі та 6309 — жіночої), 1993 дворових господарства.
|                     | Площа, десятин | У тому числі орної, дес. |
| ------------------- | -------------- | ------------------------ |
| Сільських громад    | 25570          | 20960                    |
| Приватної власності | 24763          | 7149                     |
| Казенної власності  | 2573           | 606                      |
| Іншої власності     | 216            | 172                      |
| Загалом             | 53122          | 28887                    |

Поселення волості:
- Нижня Дуванка — колишня державна слобода при річках Гнилій, Красній, Дуванці за 45 верст від повітового міста, 3436 осіб, 581 двір, 2 православні церкви, школа, поштова станція, 2 постоялих двори, 4 лавки, 4 ярмарки на рік. За 18 верст — салотопний завод.
- Верхня Дуванка — колишня власницька слобода при річці Дуванка, 551 особа, 79 дворів, православна церква, поштова станція, 2 лавки, 3 ярмарки на рік.
- Наугольне — колишнє державне село при річці Кобилка, 1102 особи, 183 двори, лавка.
- Преображенне — колишнє державне село при річках Красній і Кобилці, 2157 осіб, 183 двори, православна церква, школа, лавка.
- Свистунівка (Харина) — колишня державна слобода при річці Хариній, 3023 особи, 415 дворів, православна церква, школа, лавка, 2 ярмарки на рік.
- Хомівка (Григорівка, Катрухівка) — колишнє власницьке село при річці Красній, 110 осіб, 13 дворів, винокурний завод.